# Мартин полярний

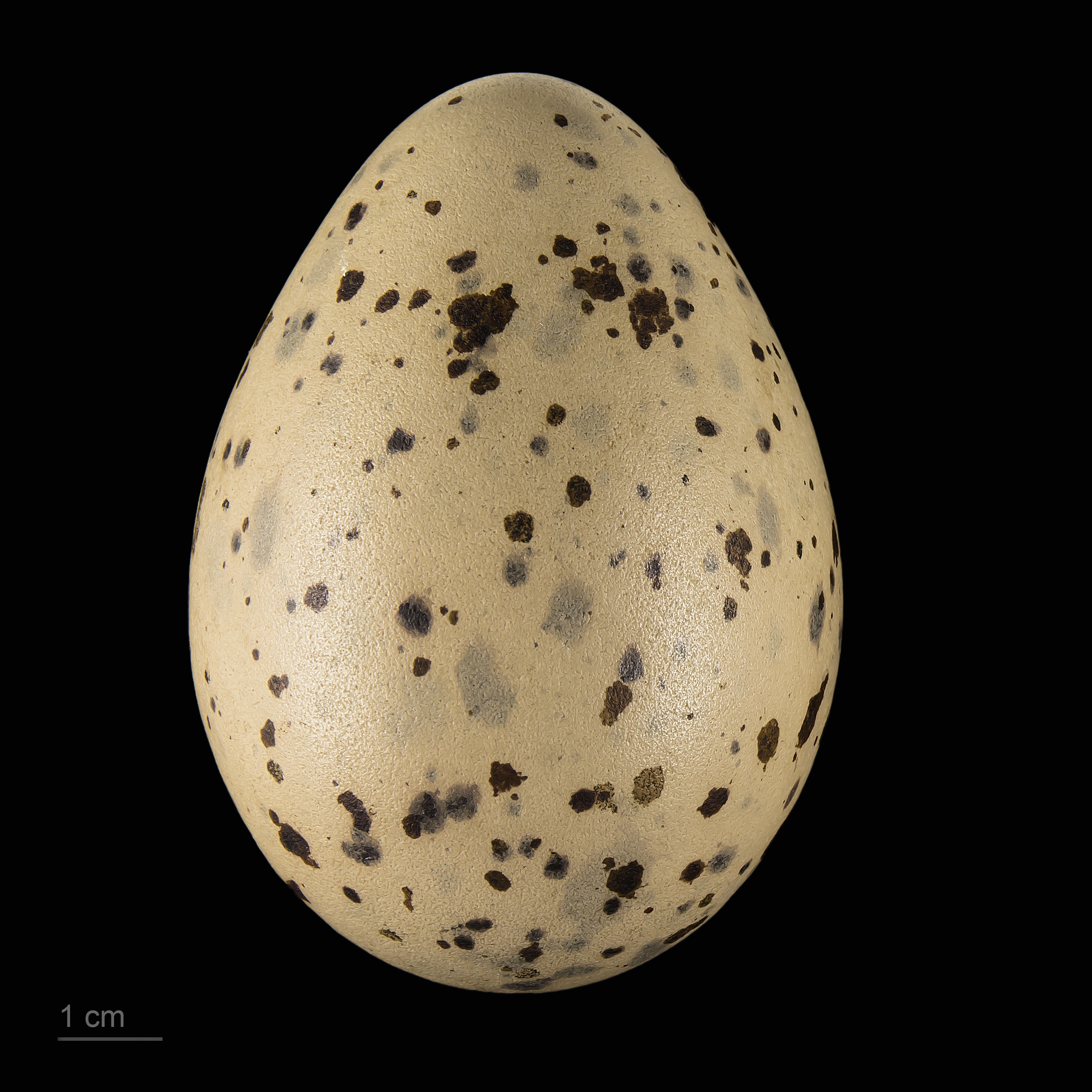
Яйце полярного мартина (Тулузький музей)

Мартин полярний (Larus hyperboreus) — вид птахів з родини мартинових (Laridae). Поширений у полярних областях. В Україні рідкісний залітний птах.

## Зовнішній вигляд
Мартин полярний — один з найбільших мартинів, що досягає 64-65 см в довжину. Вага — 1,5-2 кг. Має блідий колір оперення: основний колір білий, спина і крила блакитно-сірі, кінчики крил білі. Дзьоб жовтий, ноги жовтувато-рожеві.

## Поширення
Поширений в Європі, Азії та Америці. Мешкає на скелястих узбережжях материків і островів; рідше в приморських частинах тундри.

## Живлення
Мартин полярний, як і більшість мартинів, всеїдний. До його раціону входять риба, молюски, трупи тварин, морські зірки, яйця та пташенята, дрібні ссавці, ягоди.
Птах схильний селитися поблизу пташиних базарів і регулярно стягувати з їх населення «данину» в вигляді яєць та пташенят, завдяки чому отримав у російській мові назву «бургомистр».

## Розмноження
Гнізда найчастіше влаштовує на скелях край обривів. Птахи гніздяться одинокими парами або невеликими колоніями. У кладці зазвичай 2-3 яйця. Кладку висиджують обоє батьків протягом 27-28 днів.